# Kanton Versailles-Nord-Ouest
Der Kanton Versailles-Nord-Ouest war von 1967 bis 2015 ein französischer Wahlkreis im Arrondissement Versailles im Département Yvelines und in der Region Île-de-France. Er bestand aus einem Teil der Stadt Versailles.